# ده مركر (صحيفة)
ده مركر (بالعبرية: דה-מרקר؛ بالإنكليزية: TheMarker) صحيفة يومية باللغة العبرية تُعنى بالأعمال وتصدُر عن مجموعة هآرتس في فلسطين المحتلة. رئيس تحريرها هو سامي بيرتس.
يعمل بمؤسسة ده مركر نحو 250 شخصا يزاولون مهامَّهم في مبنى مجموعة هآرتس في تل أبيب.
أسس أيتان أبريال وآخرون صحيفة ده مركر سنة 1999، وهو منذ سنة 2001 رئيس تحرير مجلة ده مركر الشهرية.